# Johannes Danzig
Johannes Danzig (* 1. Januar 1896 in Reppen; † 26. Juni 1945 im Lager Stalinogorsk in Nowomoskowsk (Russland)) war ein deutscher Jurist und Politiker.

## Leben
Als Sohn eines Lehrers geboren, studierte Danzig 1917 bis 1920 Rechtswissenschaften in Berlin. Während seines Studiums wurde er 1917 Mitglied der Burschenschaft Germania Berlin. Nach seinen Examina wurde er 1924 Rechtsanwalt und war seit 1933 Notar. Zum 1. Oktober 1930 trat er der NSDAP bei (Mitgliedsnummer 311.257) und war deren Ortsgruppenleiter in Schneidemühl. Er war Unterbezirksleiter, Gaurechtsstellenleiter und Gauobmann der nationalsozialistischen Juristen. Danzig war auch Abgeordneter im Provinziallandtag. In den Jahren 1930 und 1931 war er als Gauredner tätig. 1933 wurde er Landrat im Landkreis Soldin. 1939 wurde er Regierungsvizepräsident in Schneidemühl. 1940 war er Leiter des NSDAP-Kreisgerichts Schneidemühl. 1945 kam er in sowjetische Gefangenschaft, zuerst im Lager Tula, dann im Lager Stalinogorsk, wo er erschossen wurde.